# اندیس کوه سه پسته
کوه سه پسته یک اندیس غیرفلزی است که در حوالی شهر آهنگران استان خراسان قرار دارد و مادهٔ معدنی موجود در آن، باریت است.  